# Церква Різдва Пресвятої Богородиці (Лежанівка)
Церква Різдва Пресвятої Богородиці в Лежанівці — парафія і храм Гусятинського благочиння Тернопільської єпархії Православної церкви України в селі Лежанівка Чортківського району Тернопільської области.

## Історія церкви
У 1759 році в селі діяла дерев'яна церква з трьома верхами.
У 1901 році збудували новий храм, який у 1925 році розмалювали українські емігранти. За часів комуністичного режиму проводити богослужіння було заборонено, але попри це, люди таємно відчиняли храм і молилися.

## Парохи
- о. Петро Майковський,
- о. Андрій Карпець.